# Лідер оплесків
Лідер оплесків (англ. The Cheer Leader) — американська мелодрама режисера Алана Джеймса 1928 року.

## У ролях
- Ральф Грейвз — Джиммі Грант
- Гертруда Олмстед — Джин Говард
- Ширлі Палмер — Елізабет Саммерс
- Ральф Емерсон — Альфред Крандалл
- Гарольд Гудвін — Річард Кросбі
- Дональд Стюарт — Персіваль Співінс
- Дьюк Мартін — Чак Кейсі
- Гаррі Нортрап — Джон Крандалл
- Рут Черрінгтон — місіс Крандалл
- Джеймс Леонард — Джеймс Грант
- Лілліен Ленгдон — місіс Грант
- Боббі Нельсон — Честер Грант
- Чарльз Норт — Дін Шервуд